# サモラ (スペイン)
サモーラ（Zamora）は、スペイン・カスティーリャ・イ・レオン州サモーラ県のムニシピオ（基礎自治体）。サモーラ県の県都である。2015年の人口は63,831人。
ポルトガルとの国境に近く、サラマンカの北約60km、バリャドリッドの西約90kmに位置する。市内をドゥエロ川が流れる。

## 歴史
サモーラの名前は西ゴートの「セムラ」、またはアラブ人が名付けた「アゼムール」「セムラー」から来ている。この都市を建てたのはローマ人で、ヴィリアトゥスがローマの侵略と戦っていたころである。ローマ人は「オケラム・ドゥリリ」または「オケロドゥリム」（「ドゥエロの目」の意）と呼んだ。ローマ人が征服したときはヴァケオス人が支配していたが、属州ヒスパニア・タラコネンシスに編入された。サモーラはエメリタ（現在のメリダ）からカエサラウグスタ（現在のサラゴサ）に向かう道路に沿っていた（Ant. Itin. pp. 434, 439）。
中世には8世紀から11世紀までアラブ人に、次いでキリスト教徒に支配されたが、その間に都市は要塞化された。

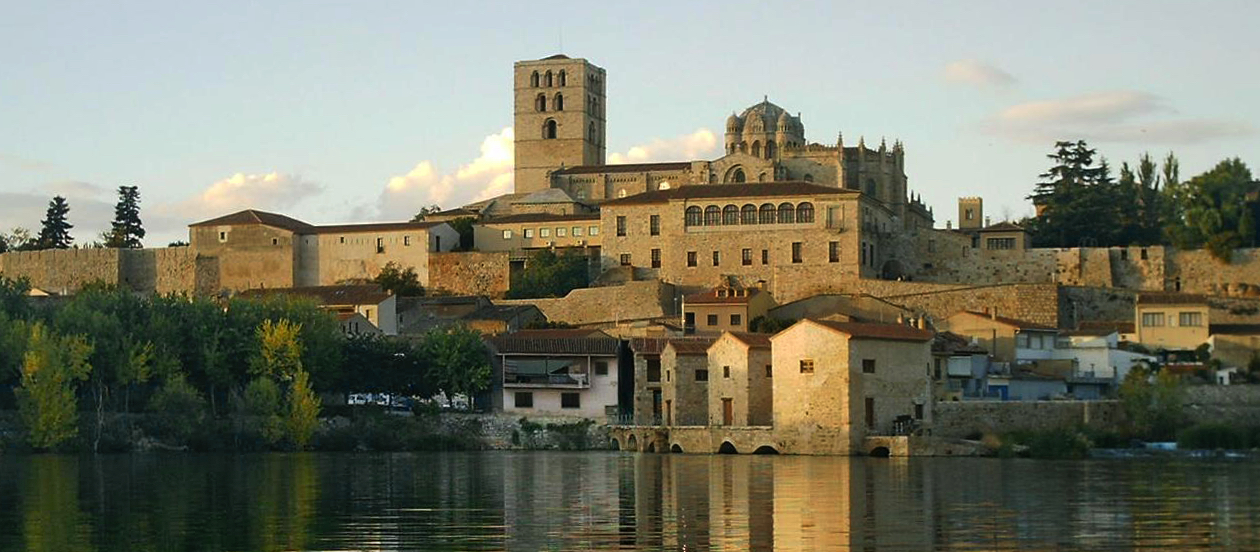
ドゥエロ川から見たカテドラル

この都市で起きた歴史上重要なエピソードは、フェルナンド1世の死後のできごとである。王子サンチョ2世が王国を統一しようと兄弟と戦い、妹ウラカが所有していたサモーラを攻囲した。この攻囲の間にサンチョは暗殺され、アルフォンソ6世がカスティーリャ王となった。
12世紀には、イベリア半島を巡って戦うキリスト教徒とアラブ人の間で、サモラは戦略上重要な位置にあった。その結果、この都市には当時に由来する教会や建築物が数多く残されている。その後は政治的、経済的な重要性を失って人口が減り、特に南米に移民が流出した。そのため南米には「サモーラ」という名前の都市が多い。

## スポーツ
- サモラCF - サモーラを本拠地とするサッカークラブ。